# Hino (Tokio)
Hino (Japans: 日野市, Hino-shi) is een stad in de Japanse prefectuur Tokio. Op 1 maart 2008 had de stad 179.384 inwoners. De bevolkingsdichtheid bedroeg 6.520 inw./km². De oppervlakte van de stad is 27,53 km².

## Geografie
De stad Hino bevindt zich in het westen van de prefectuur Tokio, op 35 km van het centrum van Tokio. De Tamagawa-rivier en de Asakawa-rivier stromen door de stad.
De stad wordt begrensd door de steden Hachiōji, Tama, Fuchū, Kunitachi, Tachikawa en Akishima. Hino is de op vijf na grootste van de 26 steden van de prefectuur Tokio. Hino is een residentiële stad.

## Geschiedenis
De stad is ontstaan in het begin van de Edo-periode. In het midden van de Meiji-periode werd Hino verdeeld in drie delen : Hino-jyuku, Kuwata-mura en Nanao-mura. In 1901 werd Hino-machi samengevoegd met Kuwata-mura. In 1958 werd ook Nanao-mura bij Hino-machi aangehecht. Sindsdien is er aan de oppervlakte van Hino niets meer gewijzigd.
De huidige stad werd gesticht op 3 november 1963.

## Transport
Op het grondgebied van Hino lopen vier verschillende spoorlijnen:
- Tokio Tama Intercity Monorail:
  - station Kōshū-Kaidō
  - station Manganji
  - station Takahata-Fudō
  - station Hodokubo
  - station Tama-Dōbutsukōen
- Keio: Keio-lijn
  - station Mogusaen
  - station Takahatafudō
  - station Minamidaira
  - station Hirayamajoshi-koen
- Keio: Dobutsuen-lijn
  - station Takahatafudō
  - station Tama-dobutsu-koen
- JR East Chuo-lijn
  - station Hino (日野)
  - station Toyoda (豊田)

## Bezienswaardigheden
- De zoo van Tama (多摩動物公園; Tama Dōbutsu Kōen), uitgebaat door de prefectuur Tokio.
- Takahata Fudo, een belangrijke boeddhistische tempel

## Aangrenzende steden
- Akishima
- Fuchū
- Hachiōji
- Kunitachi
- Tachikawa
- Tama

## Stedenband
Hino heeft een stedenband met:
- Redlands (Californië), sinds 15 juli 1963

## Geboren
- Yuzo Koshiro (12 december 1967), componist en audioprogrammeur
- Hijikata Toshizo, een voormalig commandant van de Shinsengumi.